# Венгерско-хорватские отношения
Венгерско-хорватские отношения — двусторонние дипломатические отношения между Венгрией и Хорватией, которые были установлены 18 января 1992 года, после обретения Хорватией независимости от Югославии. Протяжённость государственной границы между странами составляет 348 км.

## История
В 1992 году Венгрия признала независимость Хорватии вместе с остальными странами Европейского экономического сообщества, а также приняла сторону Хорватии во время войны за независимость. В 2012 году товарооборот между странами составил сумму примерно в 1 млрд.  долларов США, состоит в основном из экспорта Венгрии в Хорватию. Венгерские туристы вносят значительный вклад в туристический сектор Хорватии: в 2009 году в общей сложности 323 000 гражданина Венгрии посетили Хорватию, в том числе премьер-министр Виктор Орбан. Хорватия и Венгрия подписали 96 двусторонних договоров и входят в такие организации, как НАТО и Европейский союз. 
17 октября 2015 года Венгрия перекрыла границу с Хорватией с целью не пустить мигрантов из Сирии, Афганистана и т.д., проходящих через страну с целью попасть в Западную Европу.